# Harold Dash
Harold N. Dash (Chicago, 22 luglio 1917 – Glenview, 12 novembre 1980) è stato un pallanuotista statunitense, che ha partecipato ai Giochi Londra 1948.
Nel 1976, è stato inserito nella USA Water Polo Hall of Fame.